# Xã Center, Quận Ralls, Missouri
Xã Center (tiếng Anh: Center Township) là một xã thuộc quận Ralls, tiểu bang Missouri, Hoa Kỳ. Năm 2010, dân số của xã này là 928 người.